# Tärnaby
Tärnaby est une localité suédoise de 533 habitants (en 2005), situé dans la commune de Storuman. Ce village est surtout connu pour son club de ski, l'IK Fjällvinden, qui a formé de nombreux skieurs alpins suédois, dont notamment Ingemar Stenmark, Anja Pärson, Bengt Fjällberg, Stig Strand et Jens Byggmark.